# Canton de Damvillers
Le canton de Damvillers est une ancienne division administrative française, qui était située dans le département de la Meuse et la région Lorraine.
Le canton est créé en 1790 sous la Révolution française. À la suite du redécoupage cantonal de 2014, le canton est supprimé.

## Géographie
Ce canton est organisé autour du chef-lieu de Damvillers et fait partie intégralement de l'arrondissement de Verdun. Son altitude varie de 190 m (Delut et Vittarville) à 387 m (Bréhéville et Écurey-en-Verdunois) pour une altitude moyenne de 264 m. Sa superficie est de 214,75 km2.

## Histoire
Le canton de Damvillers fait partie du district de Verdun, créé par décret du 30 janvier 1790.
Après la suppression des districts en 1795, le canton intègre l'arrondissement de Verdun lors de la création de celui-ci en 1801.
À la suite du redécoupage cantonal de 2014, le canton est supprimé. Toutes les communes se retrouvent intégrées dans le canton de Montmédy.

## Composition
Le canton de Damvillers regroupe les 20 communes de :
| Nom                        | Code Insee | Intercommunalité           | Superficie (km2) | Population (dernière pop. légale) | Densité (hab./km2) |
| -------------------------- | ---------- | -------------------------- | ---------------- | --------------------------------- | ------------------ |
| Damvillers (chef-lieu)     | 55145      | CC de Damvillers Spincourt | 18,33            | 664 (2014)                        | 36                 |
| Azannes-et-Soumazannes     | 55024      | CC de Damvillers Spincourt | 18,11            | 166 (2014)                        | 9,2                |
| Brandeville                | 55071      | CC de Damvillers Spincourt | 12,14            | 184 (2014)                        | 15                 |
| Bréhéville                 | 55076      | CC de Damvillers Spincourt | 18,33            | 186 (2014)                        | 10                 |
| Chaumont-devant-Damvillers | 55107      | CC de Damvillers Spincourt | 5,35             | 50 (2014)                         | 9,3                |
| Delut                      | 55149      | CC de Damvillers Spincourt | 9,18             | 131 (2014)                        | 14                 |
| Dombras                    | 55156      | CC de Damvillers Spincourt | 11,27            | 132 (2014)                        | 12                 |
| Écurey-en-Verdunois        | 55170      | CC de Damvillers Spincourt | 6,92             | 129 (2014)                        | 19                 |
| Étraye                     | 55183      | CC de Damvillers Spincourt | 7,99             | 40 (2014)                         | 5                  |
| Gremilly                   | 55218      | CC de Damvillers Spincourt | 17,81            | 37 (2014)                         | 2,1                |
| Lissey                     | 55297      | CC de Damvillers Spincourt | 9,97             | 118 (2014)                        | 12                 |
| Merles-sur-Loison          | 55336      | CC de Damvillers Spincourt | 11,45            | 161 (2014)                        | 14                 |
| Moirey-Flabas-Crépion      | 55341      | CC de Damvillers Spincourt | 14,62            | 134 (2014)                        | 9,2                |
| Peuvillers                 | 55403      | CC de Damvillers Spincourt | 4,86             | 56 (2014)                         | 12                 |
| Réville-aux-Bois           | 55428      | CC de Damvillers Spincourt | 11,03            | 122 (2014)                        | 11                 |
| Romagne-sous-les-Côtes     | 55437      | CC de Damvillers Spincourt | 14,19            | 110 (2014)                        | 7,8                |
| Rupt-sur-Othain            | 55450      | CC de Damvillers Spincourt | 5,53             | 52 (2014)                         | 9,4                |
| Ville-devant-Chaumont      | 55556      | CC de Damvillers Spincourt | 4,21             | 51 (2014)                         | 12                 |
| Vittarville                | 55572      | CC de Damvillers Spincourt | 8,15             | 78 (2014)                         | 9,6                |
| Wavrille                   | 55580      | CC de Damvillers Spincourt | 5,31             | 46 (2014)                         | 8,7                |

## Représentation

### Conseillers d'arrondissement (de 1833 à 1940)
Le canton de Damvillers appartenait à l'arrondissement de Montmédy jusqu'à sa disparition en 1926.
| Période                                  | Période | Identité                                        | Étiquette   | Qualité |
| ---------------------------------------- | ------- | ----------------------------------------------- | ----------- | --- |
| 1833                                     | 1848    | Alexandre Ernest Martin d'Escrienne (1792-1851) |             | Propriétaire, ancien garde du corps du Roi, maire de Rupt-sur-Othain                                        |
| 1848                                     | 1852    | Jean-Baptiste Joly (1788-1855)                  |             | Ancien notaire à Merles-sur-Loison                                                                          |
| 1852                                     | 1867    | Frédéric de La Chapelle Croizel (1804-1875)     |             | Juge d'instruction à Montmédy, propriétaire à Delut, Président du Conseil d'arrondissement                  |
| 1867                                     | 1871    | M. Liégeois                                     |             | Notaire à Damvillers                                                                                        |
| 1871                                     | 1883    | François Édouard Péchenart                      |             | Ancien notaire, maire de Lissey                                                                             |
| 1883                                     | 1895    | Ernest Villaume                                 | Républicain | Vétérinaire à Damvillers                                                                                    |
| 1895                                     | 1905    | Auguste Léchaudel                               |             | Négociant, maire de Damvillers                                                                              |
| 1905                                     | 1919    | Gustave Herbillon                               |             | Rentier, maire d'Écurey-en-Verdunois                                                                        |
| 1919                                     | 1927    | Louis Naudin                                    |             | Propriétaire, maire de Damvillers                                                                           |
| 1927                                     | 1931    | M. Bourcier                                     |             | Agent voyer retraité à Damvillers                                                                           |
| 1931                                     | 1940    | Marcel Renel                                    | RG          | Négociant, maire de Damvillers                                                                              |
| 1940                                     |         |                                                 |             | Les conseils d'arrondissement ont été suspendus par la loi du 12 octobre 1940 et n'ont jamais été réactivés |
| Les données manquantes sont à compléter. |         |                                                 |             | |

### Conseillers généraux de 1833 à 2015
| Période | Période      | Identité                      | Étiquette    | Qualité |
| ------- | ------------ | ----------------------------- | ------------ | --- |
| 1833    | 1860 (décès) | Jean-Baptiste Gérard          |              | Ancien officier de cavalerie, marchand de bois en gros Maire de Damvillers                                  |
| 1860    | 1883         | Baron Henri Chadenet          | Droite       | Maître des requêtes, en service extraordinaire au Conseil d'État Sous-directeur au Ministère de l'Intérieur |
| 1883    | 1895 (décès) | Hippolyte François Ving       | Républicain  | Notaire à Damvillers                                                                                        |
| 1896    | 1930 (décès) | Charles Ernest Maillard       | Républicain  | Docteur en médecine, conseiller municipal de Damvillers                                                     |
| 1931    | 1940         | Alfred Bourcier               | RG           | Ingénieur retraité, Greffier de paix à Damvillers                                                           |
|         |              |                               |              | |
| 1943    | 1945         | Fernand Lamoureux (1877-1962) |              | Cultivateur Adjoint au maire d'Azannes Nommé conseiller départemental en 1943                               |
|         |              |                               |              | |
| 1945    | 1988         | Jean Franc (1912-1993)        | MRP puis DVD | Huissier Maire de Damvillers                                                                                |
| 1988    | 2008         | Sylvain Monti                 | DVD          | PDG de société Maire de Dombras                                                                             |
| 2008    | 2015         | Roland Jéhannin               | PS           | Ingénieur retraité Maire de Damvillers (1977-2014) Suppléant du député Jean-Louis Dumont (1997-2007)        |

## Démographie
| 1962  | 1968  | 1975  | 1982  | 1990  | 1999  | 2006  | 2011  | 2012  |
| ----- | ----- | ----- | ----- | ----- | ----- | ----- | ----- | ----- |
| 3 461 | 3 312 | 2 999 | 2 795 | 2 600 | 2 552 | 2 609 | 2 660 | 2 675 |